# Jovan Zekavica
Jovan Zekavica, né le 20 janvier 1991 à Čačak, est un coureur cycliste serbe.

## Palmarès

### Palmarès sur route
- 2006
  -  Champion de Serbie-et-Monténégro du contre-la-montre cadets
- 2007
  -  Médaillé d'argent au championnat des Balkans sur route cadets
  -  Médaillé d'argent au championnat des Balkans du contre-la-montre cadets
  - 2e du championnat de Serbie du contre-la-montre cadets
- 2008
  - 2e du championnat de Serbie sur route juniors
  -  Médaillé de bronze au championnat des Balkans sur route juniors
- 2009
  - 3e du championnat de Serbie du contre-la-montre juniors
  - 3e du championnat de Serbie sur route juniors
  -  Médaillé de bronze au championnat des Balkans sur route juniors
- 2011
  - 2e du Tour of Vojvodina II
- 2013
  - Memorijal Milana Mićevića

### Classements mondiaux
| Année           | 2010 | 2011 | 2012 | 2013   |
| --------------- | ---- | ---- | ---- | ------ |
| UCI Europe Tour | 993e | 417e |      | 1 123e |

### Palmarès en cyclo-cross
- 2006-2007
  -  Champion de Serbie de cyclo-cross cadets
- 2007-2008
  -  Champion de Serbie de cyclo-cross juniors
- 2008-2009
  -  Champion de Serbie de cyclo-cross juniors